# لیگ دسته دوم فوتبال ایران ۷۰-۱۳۶۹
رقابتهای جام آزادگان که در دهه هفتاد لیگ دسته دوم فوتبال ایران نامیده می‌شد در سال ۷۰_۱۳۶۹ برگزار گردید. ۹ تیم به لیگ آزادگان ۷۱–۱۳۷۰ صعود کردند.